# 刘玉芬
刘玉芬（1951年—2024年），汉族，中华人民共和国政治人物、第十一届全国政协委员。
担任河北春蕾实业股份有限公司董事长兼总经理。2008年，当选第十一届全国政协委员，代表社会福利和社会保障界，分入第四十八组。